# 나리타 도모미
나리타 도모미(成田 知巳, 1912년 9월 15일~1979년 3월 9일)는 12선 중의원 의원을 역임한 일본의 정치인이다.

## 생애
1912년 9월 15일 가가와현 다카마쓰시에서 태어났다. 구제 다카마쓰 중학교를 졸업한 뒤 제사고등학교를 거쳐 도쿄제국대학 법학부에 진학했다. 대학을 졸업하고 미쓰이광산에서 일하다가 1941년 미쓰이화학으로 옮겼다. 1943년 문서과장으로 승진했는데 이때 훗날 사회당 출신 중의원 의원이 되는 가메다 도쿠지를 만났다.

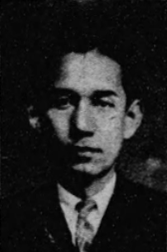
1948년경 촬영한 사진.

1946년 총선에 무소속으로 출마했다가 낙선했지만 다음 해 총선에 일본사회당 공천을 받아 출마해 당선됐다. 이후 스즈키 모사부로의 파벌에 들어갔다. 사회당이 분열되었을 때는 사회당 좌파에 속했고 1955년 통합 이후 총무국장이 되었다. 1960년 정책심의회장에 취임했다.
서기장 에다 사부로가 구조개혁론을 주창하자 이에 찬동했으며 1962년 에다가 서기장에서 물러나자 후임 서기장이 되었다. 하지만 사회당 우파와 가까워지는 에다와 달리 나리타는 여전히 좌파에 남아 있었고 투쟁하는 구조개혁론 등을 제창하면서 서서히 사회주의협회와 상대적으로 가까워지게 되었다. 1964년 1월 1일 당의 기관지인 『사회신보』에 사회당의 약점으로 일상 활동의 부족, 의원과 당의 체질, 노조에 대한 의존 등 세 가지를 꼽았다. 이는 나리타 3원칙으로 불리며 관심을 받았지만 나리타는 이에 대한 처방책을 제시하지는 못했다.
1967년 임시총회에서 「건강보험법」 개정안 결의를 둘러싸고 당내에서 대립이 심화하자 책임을 지고 위원장 사사키 고조를 비롯한 집행부가 전원 사임하면서 서기장이던 나리타도 물러났다. 하지만 후임 위원장으로 선출된 가쓰마타 세이이치가 제8회 일본 참의원 의원 통상선거에서 패배한 책임을 지고 물러나자 나리타가 후임 위원장이 되었다. 그리고 서기장으로 에다를 지명했다. 에다가 나리타보다 정치 경력이 더 많았음에도 나리타가 에다의 상관이 된 격이라 역전 인사라는 얘기가 나왔다.
1969년 총선에서 100석 미만의 성적표를 받든 나리타는 위원장에서 물러나겠단 뜻을 비쳤지만 나리타의 지지 기반이던 사사키파와 사회주의협회가 이를 만류하자 나리타는 번복하고 위원장직을 지켰다. 이후 위원장 선거에 에다가 출마했지만 나리타가 승리했고 선거 출마를 위해 에다가 서기장에서 물러나자 후임 서기장으로 이시바시 마사시를 지명했다.
한 동안 사회당은 나리타-이시바시 콤비가 운영했지만 당내에선 친중파인 사사키파와 친소파인 사회주의협회 사이의 대립이 격화하기 시작했다. 1974년 오랫동안 으르렁거리던 사사키와 에다가 화해하여 사실상 반협회파를 결성하여 대립은 더더욱 격화했다. 하지만 나리타는 이를 중재하기 위한 리더십을 거의 발휘하지 못했다.
나리타가 위원장으로 있을 때 일본은 혁신자치체가 각지에서 탄생하고 있을 때였다. 지방에서부터 중앙을 포위한다며 자유민주당으로부터 정권을 빼앗아야 한다는 목소리가 당내에서 높아지고 있었다. 하지만 실제로는 사회당의 지방조직은 1970년대 후반부터 혁신자치체의 파트너인 공명당·일본공산당에게 침식되고 있었다.
1977년 9월 제11회 일본 참의원 의원 통상선거에서 패배하자 책임을지고 위원장에서 물러나겠다고 했다. 12월 13일 제41회 정기대회에서 정식으로 위원장을 사임했다. 그리고 1년이 조금 지난 1979년 3월 9일 백혈병으로 사망했다.

## 역대 선거 기록
|  | 0% |

|  | 15.7% |

|  | 12.9% |

|  | 16.2% |

|  | 21.1% |

|  | 21.2% |

|  | 26.5% |

|  | 25.5% |

|  | 24.6% |

|  | 26.8% |

|  | 26% |

|  | 25.1% |

|  | 20.7% |